# Hieronymus Alfieri

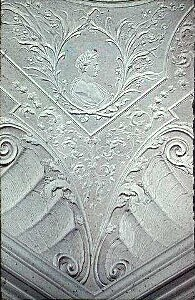
Stuck Imperatorenbüste Palais Questenberg

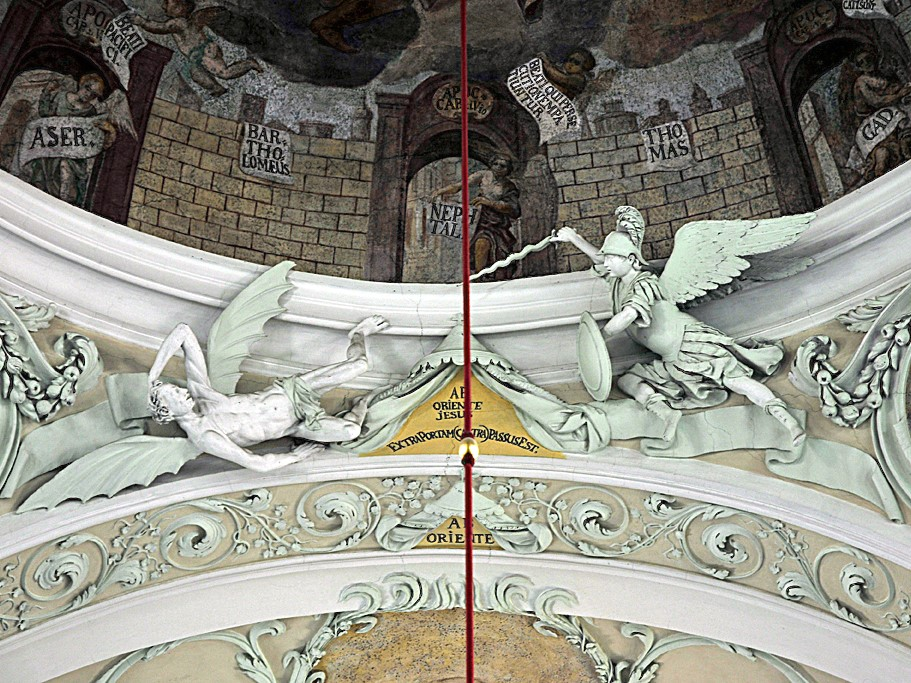
Pfarrkirche Laxenburg, Stuckplastik unter dem Kuppelgesims 1700

Hieronymus Alfieri, auch Girolamo Alfieri (* 1654 in Balerna (unsicher); † 14. Juli 1740 in Wien) war ein österreichischer Bildhauer sowie bürgerlicher und um 1706 Hofstuckateur

## Leben

### Familie und Freundeskreis
Hieronymus Alfieri hatte vier Ehefrauen und fünf Kinder, einige Taufpaten waren bei Mutter Elisabeth für Maria Lucia am 24. Dezember 1689 Stuckateur Giovanni Battista Colomba und Anna Elisabeth, und Architekt Franz Martinelli mit Frau; für Johann Petrus am 20. Dezember 1690 Hofbaumeister Giovanni Carlone mit Frau Lucia. Bei Mutter Maria Isabella – Joseph Andreas am 17. April 1695 Architekt Andrea Simone Carove und Maria Theresia; für Maria Elisabeth Lucia am 1. April 1699 Hofarchitekt Lodovico Ottavio Burnacini mit seiner Frau Sidonia Elisabeth Baronin von Burnacini, einzig die Tochter Maria Elisabeth erreichte ein Alter von 27 Jahren.
Gerolamo und Frau Maria Isabella Alfieri waren mit Donato Felice d’Allio und Frau von 1714 bis 1726 als Taufpaten für die Kinder von Anton Erhard Martinelli angeführt. Der Stuckateur Antonio Aliprandi erwählte Girolamo zum Taufpaten seiner Zwillinge.
Maria Elisabeth, letzte Ehefrau des kaiserlichen Hofstuckateurs, starb am 25. November 1739 mit 67 Jahren an der Hectica im Deutschen Haus in der Singerstraße. In seiner Sterbeurkunde selbst wird er 86-jährig genannt, wodurch sich auf das Geburtsjahr 1654 schließen lässt.

### Beruflicher und künstlerischer Weg
Als Geselle arbeitete Girolamo Alfieri von 1680 bis 1686 an Stuckdekorationen im Stift Kremsmünster. Bis 1683 unter der Leitung von Giovanni Battista Colomba und Giovanni Battista Barberini.

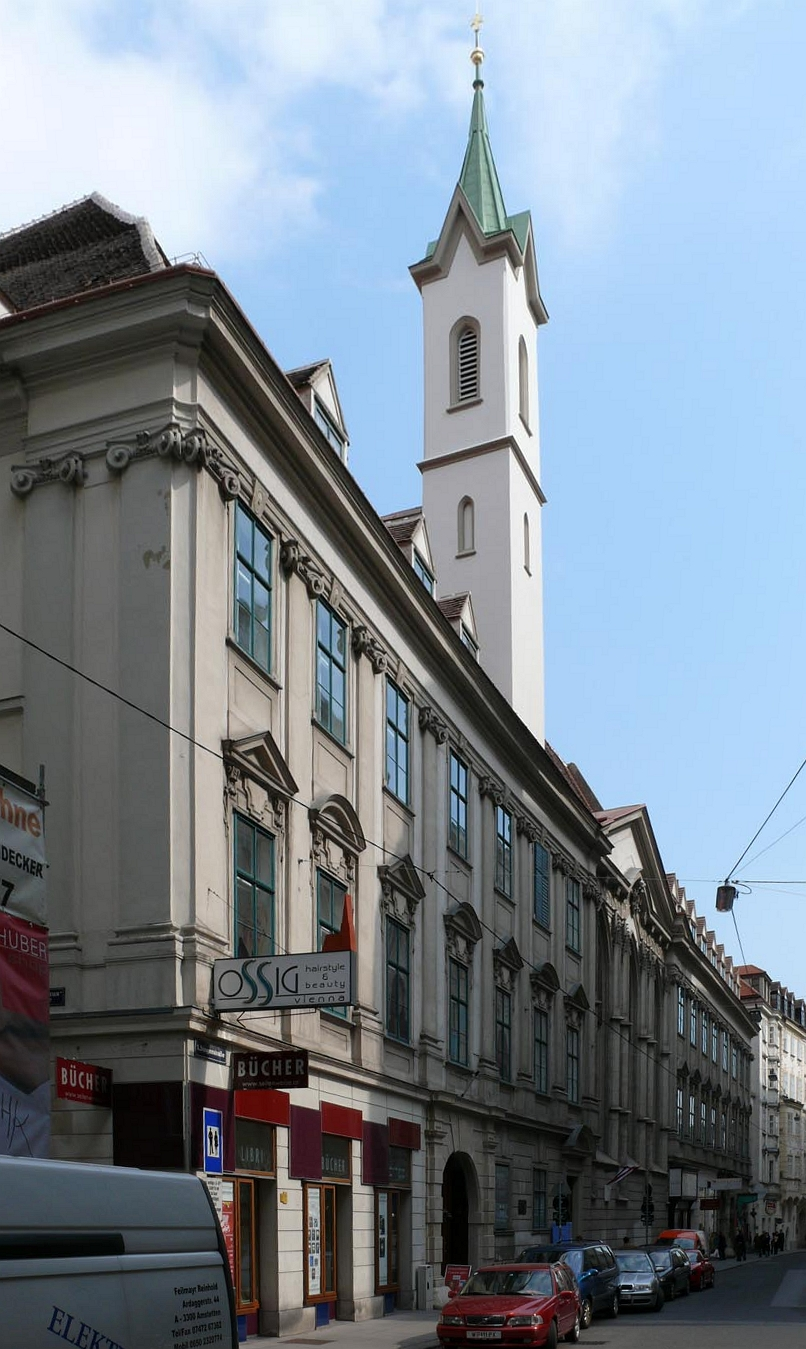
Deutscher Orden Haus und Kirche

 Die Zunft der Stuckateure in Wien ließ Alfieri 1689 zur Meisterprüfung antreten und er erhielt das Wiener Bürgerrecht. Zwischen 1690 und 1730 entwickelte sich seine Werkstätte zu einem Großbetrieb und war durchgehend beschäftigt. 1720 bezeichnet er sich als Hofstukkateur (Abrechnung der Arbeiten an der Deutschordenskirche, 24. Dezember 1720, „Stuckhator di Corte“).
Alfieri hatte seine Werkstätte 1690–1703 in der Kärntner Straße, 1704–1729 im ‚Deutschen Haus‘ in der Singerstraße.

### Stuckaturen

#### Oberösterreich
- Stift Kremsmünster

Bei der Stuckdekoration der Stiftskirche in Kremsmünster, die ab 1680 erfolgte, wurde Alfieri erstmals als Geselle angeführt, die Leitung hatte Giovanni Battista Barberini. Von 1684 bis 1686 fertigte Alfieri zusammen mit Wolfgang Grinzenberger die Stuckos der Bibliothek, des Refektoriums, des Kapitelsaales und der 1675 neu erbauten Bibliotheksäle. Stilistisch wurde er von Barberini beeinflusst. Die Freskobilder schufen der Salzburger Hofmaler Christoph Lederwasch, und der Tiroler Melchior Steidl.
- Stift St. Florian Gartenpavillon

Der Stuck im Gartenpavillon (1681 erbaut von Carlo Antonio Carlone) ist sehr ähnlich dem in Kremsmünster, weshalb Colombo als Autor der Entwürfe gelten kann, Ausführung Alfieri.

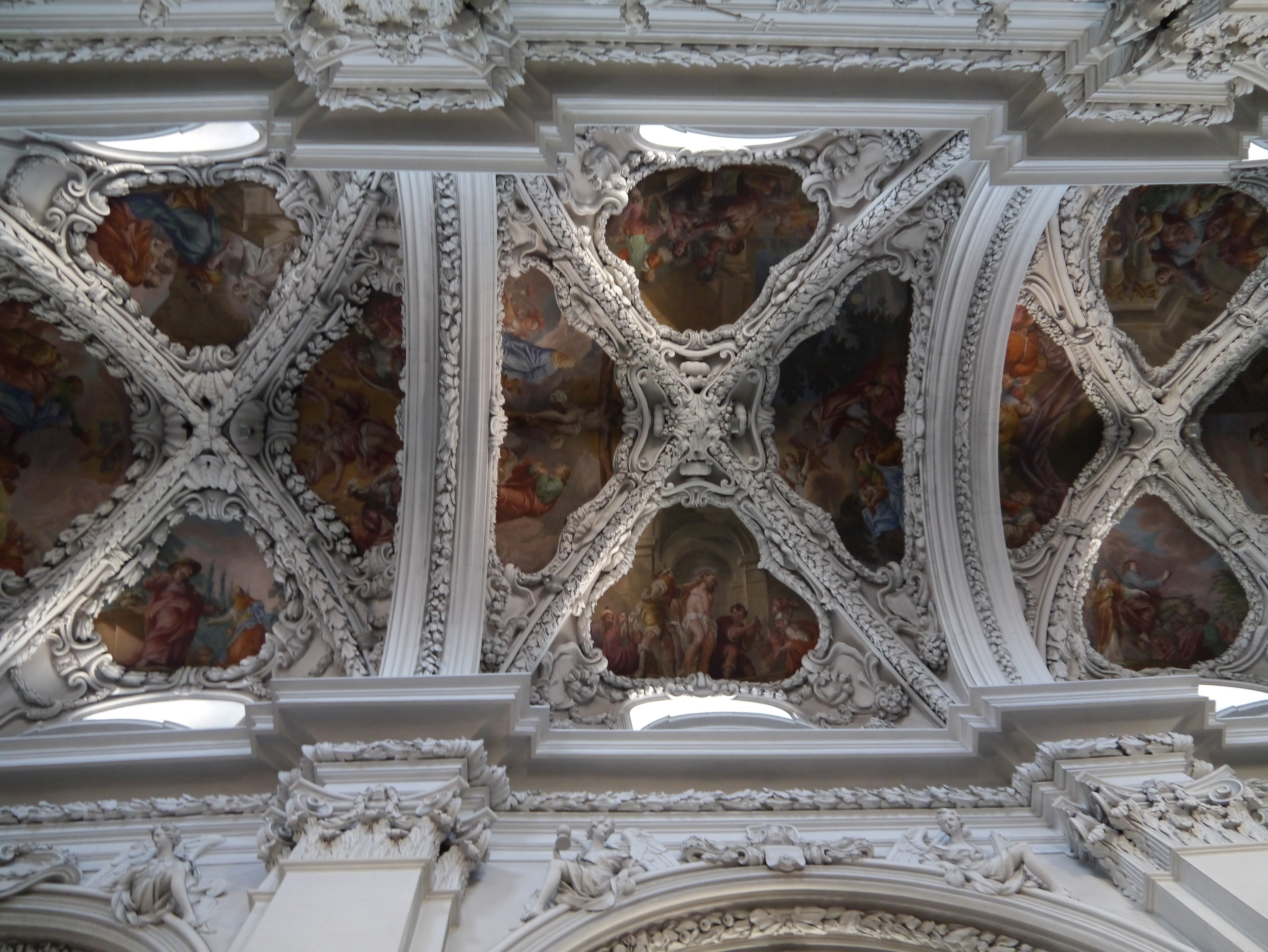
Stift Kremsmünster, Decke der Kirche 1682
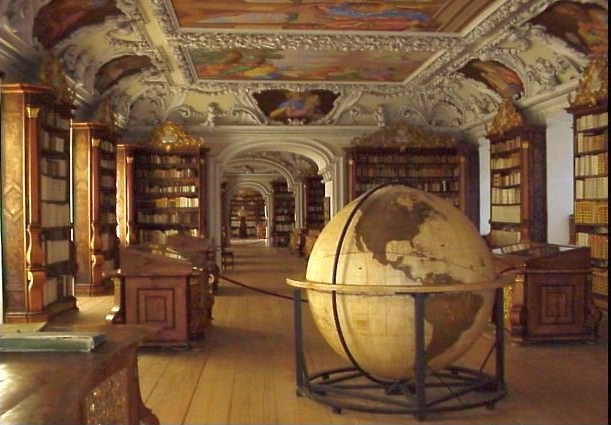
Stift Kremsmünster, Bibliotheksräume
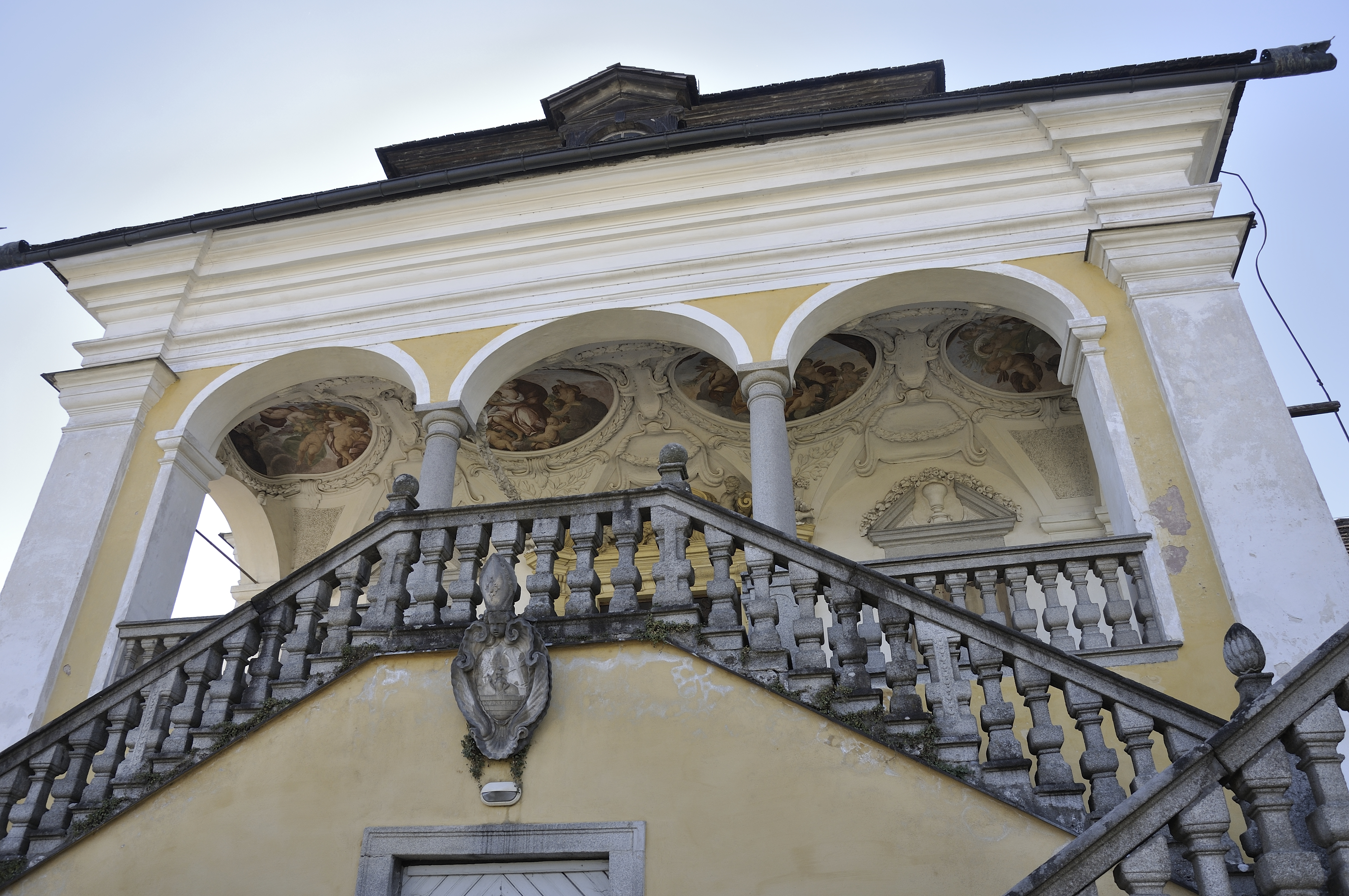
Stift St. Florian, Gartenhaus 1683
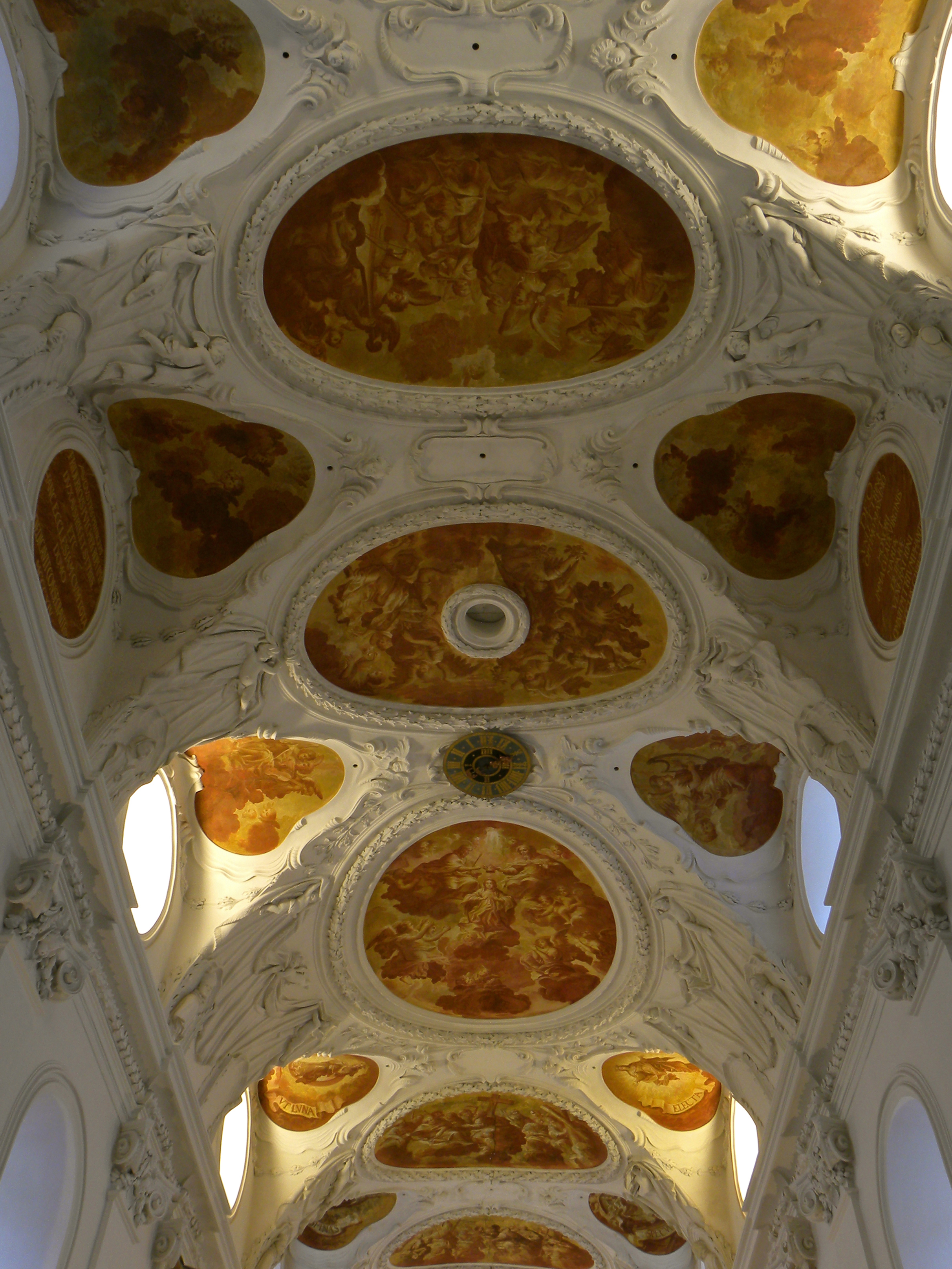
Mauerbach Stuckdecke 1684–1687

- Altöttinger Kapelle in Linz

Die Kapelle Unserer lieben Frau von Altötting wurde 1695 im Garten des ehem. Klosters der Ursulinen, dem Ursulinenhof errichtet. Die Stuckarbeiten leistete Girolamo Alfieri.

#### Burgenland
- Servitenkirche und Kloster in Loretto

1659 waren eine neue Kirche mit Kloster der Serviten errichtet, im Türkenkrieg 1683 zerstört und dann durch den Palatin Fürst Paul I. Esterházy wieder aufgebaut. 1687 ist Meister Hieronymus dokumentiert.

#### Niederösterreich
- Kartause Mauerbach Klosterkirche

Die Stuckarbeiten nach Barberinis Vorbild, ausgeführt in den Jahren 1683≈1688, werden Alfieri zugeschrieben,

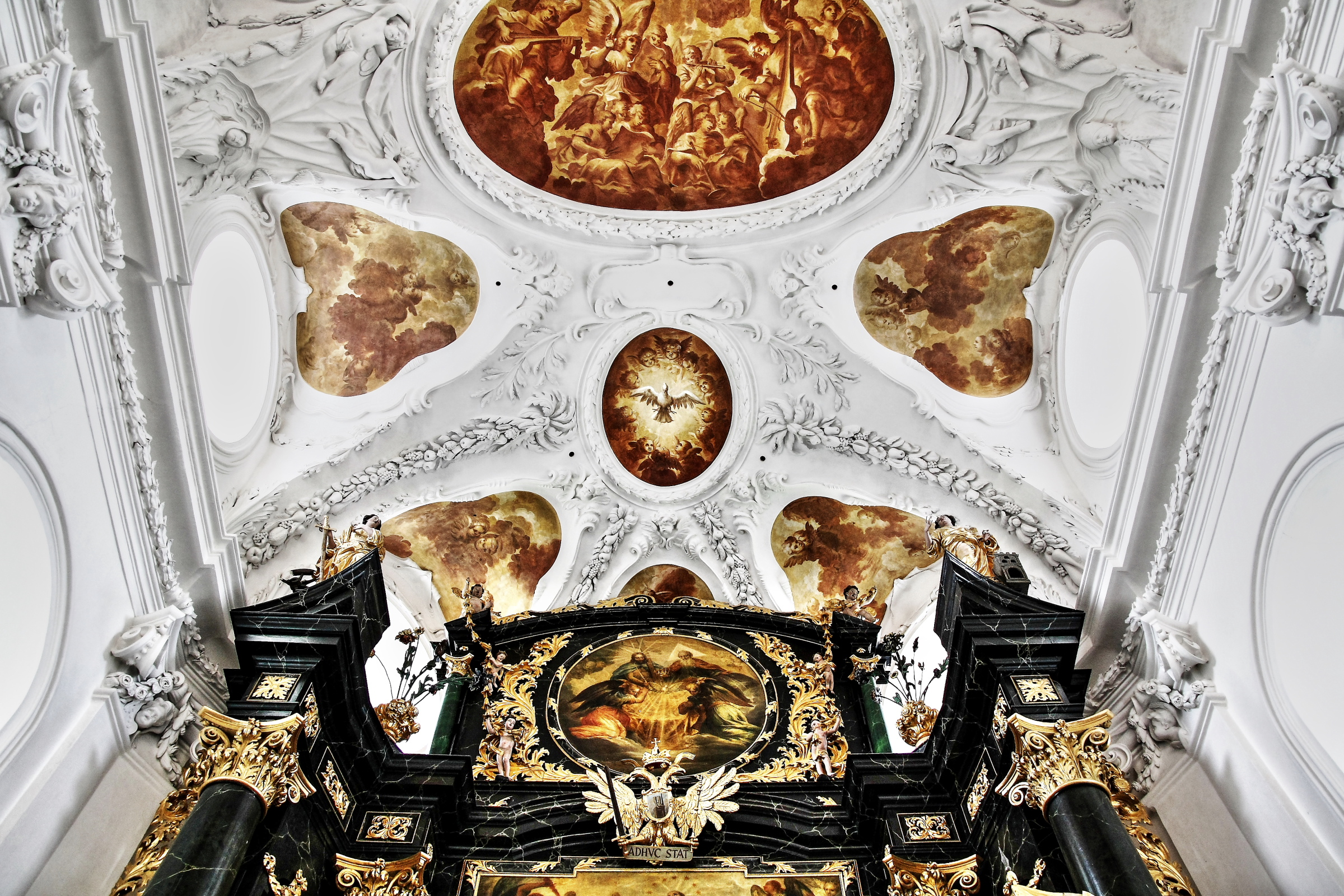
Kartause Mauerbach Klosterkirche
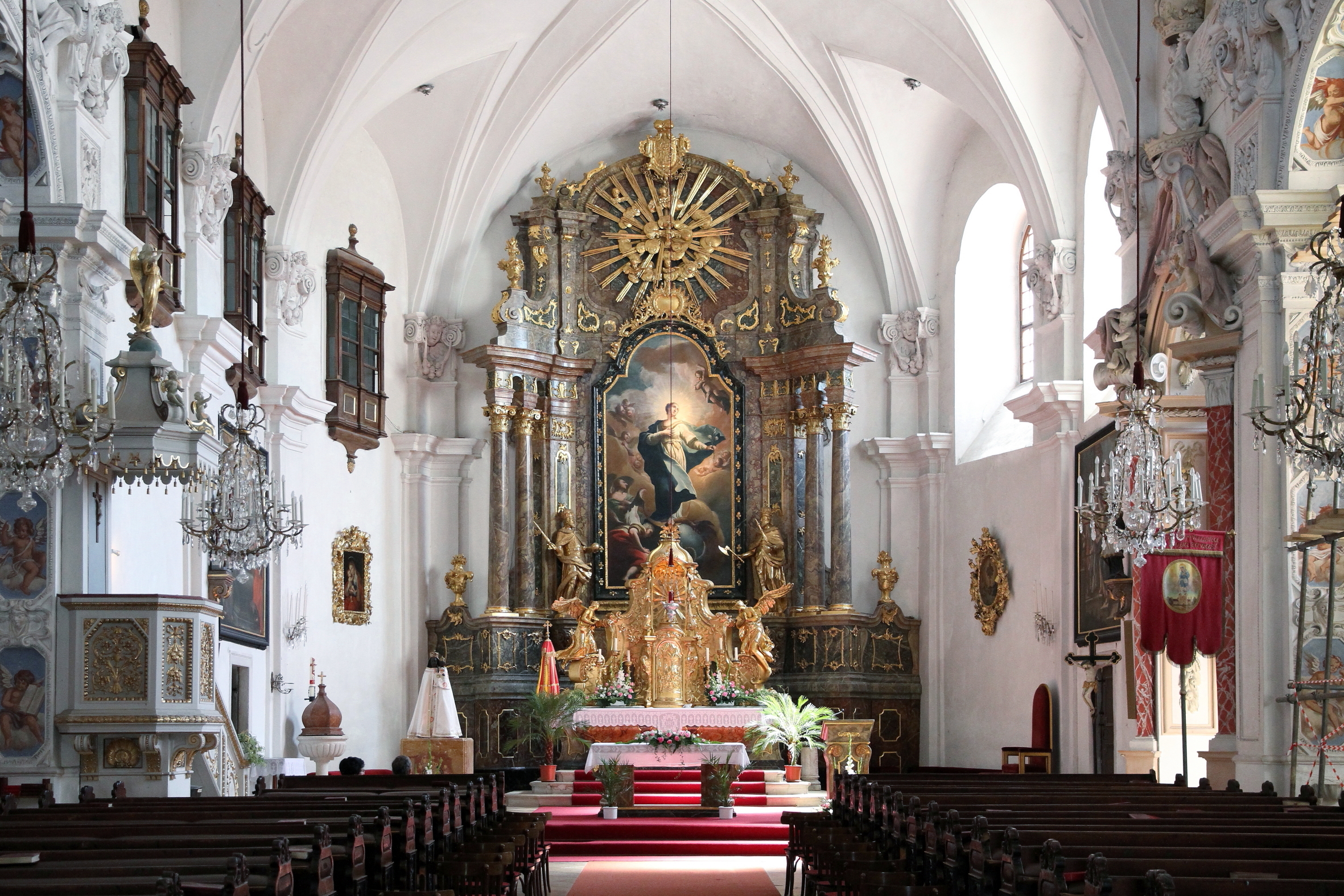
Wallfahrtskirche Loretto 1687
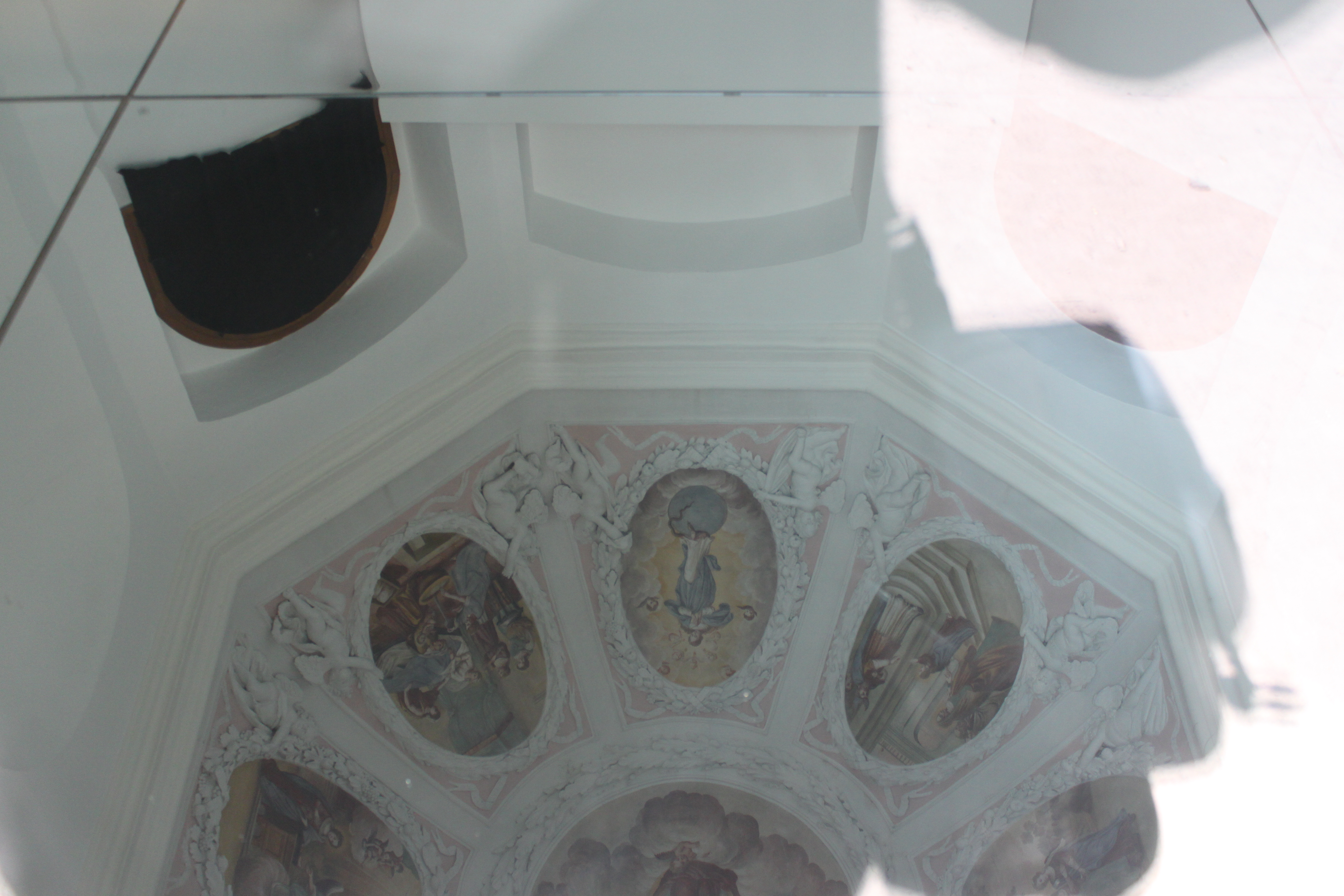
Altöttinger Kapelle Linz 1695
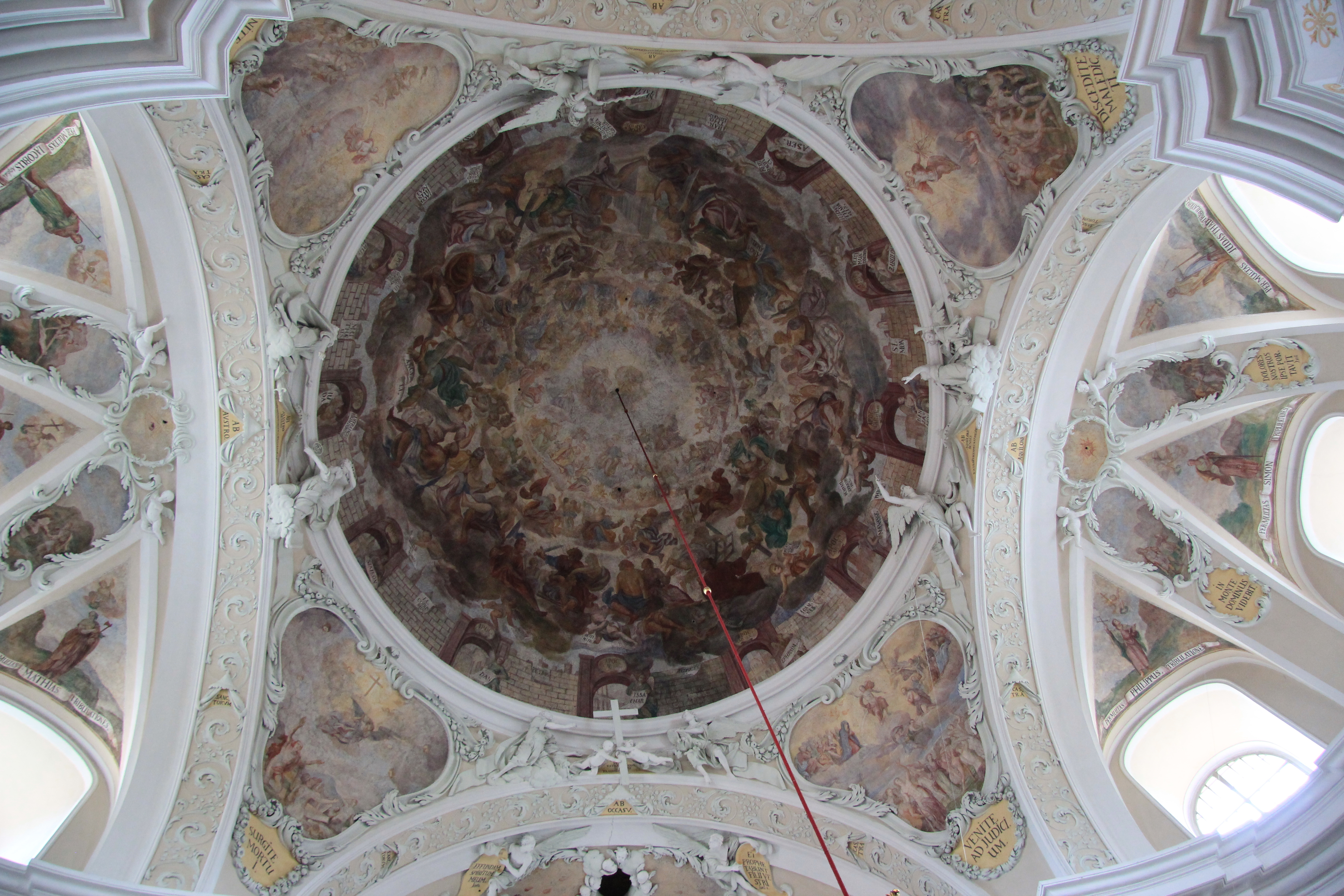
Pfarrkirche Laxenburg 1700–1719

- Pfarrkirche Laxenburg

In der ersten Bauphase um 1700 unter dem Pfarrer Josef Haller bereits dokumentiert und auch in der Kirchenrechnung von 1719 als Hofstuckateur Hieronymus ‚Alphiri‘ genannt. Er gestaltete mit der Stuckarbeit auch die plastischen Figurengruppen.
- Rappoltenkirchen/NÖ (ehem. Schloss Questenberg, Grotta, 1712 – 1714; nicht erhalten) tätig.[14]

#### Wien
- Palais Questenburg in der Johannesgasse

Der Bau des Palais für Graf Johann Adam von Questenberg erfolgte in Etappen, 1703 bis 1705 für Fassadenstuck und Innenstuckierung in der Beletage im 2. Obergeschoß, zusammen mit Paul Stelzer, weiters Rechnungsbelege von 1724 bis 1729 für Stuckarbeiten im Innenbereich.
- Stift St. Dorothea in der Dorotheagasse

Ab 1701 erfolgte die Neugestaltung der Kirche durch den Architekten Matthias Steinl, am 12. Februar 1702 erhielt der ‚Stockhodore‘ Alfieri für die ganze Kirche 1.000 fl.
- Deutschordenskirche in der Singerstraße

Von 1720 bis 1725 erfolgte die barocke Umgestaltung der mittelalterlichen Kirche unter Landeskomtur Graf Guido von Starhemberg durch Baumeister Anton Erhard Martinelli. Im Dezember 1720 erhielt Alfieri 635 fl für Stuckarbeiten an den Fenstern der neugeschaffenen Oratorien, für das Blendwerk an der vermauerten Nordwand, für die Kartuschen unter den fünf Brüstungen, für die drei Fenster des großen Oratoriums oberhalb des Chores, für die Rosetten im Gewölbe und für die Restaurierung der vier Pyramiden über den Nischen.
Weiters wirkten an der Umgestaltung der Kirche der Bildhauer Giovanni Antonio Canevale (1720), er fertigte 20 Kapitelle unter Hofsteinmetzmeister Matthias Winkler und der Stukkateur Alberto Camesina (1722) mit.

#### Anmerkung
Im Repertorium Tessiner Künstler. Band 1 werden als einzige Quelle in den Jahren 1684 und 1687 Alfieris Stuckarbeiten in Laibach/Ljubljana in Slowenien im Konvent, Refektorium, Kapitelsaal und der Bibliothek genannt. (Deutscher Orden ?)